# Milgithea
Milgithea is een geslacht van vlinders van de familie snuitmotten (Pyralidae), uit de onderfamilie Epipaschiinae.

## Soorten
- M. alboplagialis Dyar, 1905
- M. melanoleuca Hampson, 1896
- M. rufiapicalis Hampson, 1916
- M. suramisa Schaus, 1922
- M. trilinealis Hampson, 1906